# 身体障害者手帳集団不正取得事件
身体障害者手帳集団不正取得事件（しんたいしょうがいしゃてちょうしゅうだんふせいしゅとくじけん）は、2007年から2008年にかけて北海道一円で発覚した身体障害者手帳の集団不正取得事件。

## 概要

### 背景
2007年11月に北海道滝川市で、生活保護費の不正受給（滝川市生活保護費不正受給事件）が発覚、報道機関などへ不正受給者に関する告発や密告が相次いだ。その中で、2007年12月に取り沙汰されるようになったのが当事件である。

### 発覚
投書や通報により、旧産炭地域や札幌市の住民を中心に、社会保険労務士らが聴覚に関する障害者手帳の申請を仲介し報酬を得ていたことが発覚。また、仲介を受けた聴覚障害者の多くが健常者で、普通の日常生活を送っていることも明らかになった。
障害者手帳発給の根拠となる医師の診断は、全て札幌駅前に医院を構える一医師が行っており、健常者でも簡単な診察だけで聴覚障害2級（聴覚を完全に喪失した状態）の判定が下されたことから、障害者手帳の申請はクチコミであっという間に広がり、800名を超える規模へと拡大した。

### 報道直後の混乱
2007年12月に事件が報道されるや否や、市町村の窓口には今まで身体障害者手帳の交付を受けていた相談者が殺到。「健康食品を摂取したところ聴覚が改善した。」など、通常では考えられない理由などにより、2008年5月1日までに591名が障害者手帳の自主返納を行っている。
芦別市では、民生委員の1人が障害者手帳を取得していることが発覚。多くの者が罪の意識がないまま、各種料金割引サービスが受けられる便利な手帳という認識で、障害者手帳の交付を受けていたことが裏付けられた。当該民生委員は委員を辞退し、手帳を自主返納している。
札幌市では、2008年4月に医師が認定に関与した聴覚障害者134人を改めて調査したところ、自主返納者が62人、障害者に該当しない者が46人、等級が下がった者が18人、本来の聴覚障害2級に該当する者は僅か8人であった（このほか調査に応じない者も多数存在する）。
2009年2月4日、札幌市は問題となった医師の診断による手帳取得者が2008年4月から17名増加し、176名になったと発表した。17人全員が手帳を既に返還し、同医師が関与した手帳取得者は北海道内と青森県で880人、返還者は845人に達したことが報道された。

## 裁判
本件に関して、ニセの診断書を書いた医師と申請代行を行った社会保険労務士が、社会保険庁から約1億6800万円をだまし取った詐欺罪で告訴された。
ニセの診断書を書いた医師の裁判
2012年3月19日、札幌地裁（園原敏彦裁判長）で判決公判が開かれ「極めて大規模な公金詐欺で、前田被告の果たした役割は大きく、医師の診断書への社会の信頼を損なった」として懲役8年の実刑判決を言い渡した。
2013年2月26日、札幌高裁（山本哲一裁判長）は「難聴を装った患者と普通の大きさの声で話していた」として患者との共謀を認定し、一審の判決を支持、控訴を棄却した。
申請代行を行った社会保険労務士の裁判
2011年9月22日、札幌地裁（渡辺康裁判長）で判決公判が開かれ「社会保障制度の根幹を揺るがす犯行だ」として懲役8年の実刑判決を言い渡した。
この2人以外に、医師・社会保険労務士との共謀で、元受給者20名、仲介役2名の有罪判決が確定している。

## 関与した医師に対する非難
医師はマスコミのインタビューを通じて、作為的な診察を否定するコメントを出しているが、医療関連団体などから非難を受けている。
- 日本耳鼻咽喉科学会は、医師を2008年5月16日付で除名とした。
- 札幌市社会福祉審議会は、医師を2008年5月21日付けで聴覚障害指定医の取り消しを決定した[18]。
- 札幌市医師会は、医師を逮捕後の2009年9月の定期代議員会にて除名とした[19]。